# Death SS
Death SS (senare även avsedd som en förkortning av In Death of Steve Sylvester) är ett italienskt heavy metalband från Pesaro. 

## Historia
Bandet bildades 1977 i Pesaro av Steve Sylvester (född Stefano Silvestri), som var medlem i Ordo Templi Orientis, och Paul Chain (Paolo Catena), som senare skulle omfamna en experimentell form av doom metal med sitt soloprojekt Paul Chain Violet Theatre. Bandet kombinerade element av skräck, ockultism och heavy metal för att bli pionjärer i skräckmetal och black metal. Bandet själva kallar den musikaliska stilen för "skräckmusik".
Sylvester lämnade bandet 1982 och Chain ersatte honom med Sanctis Ghoram (presenterad i Evil Metal EP) innan han avslutade projektet 1984 för att starta sin solokarriär. Sylvester reformerade bandet 1988 (med honom som den enda ursprungliga medlemmen). Denna nya tappning av bandet spelade in sitt första fullängdsalbum ...in Death of Steve Sylvester. Under de efterföljande åren kom det att bli ett flertal ändringar i bandets uppställning med Sylvester som den enda konstanta medlemmen.

## Medlemmar

### Nuvarande medlemmar
- Steve Sylvester – sång (1977–1982, 1987–2008, 2012–)
- Freddy Delirio – keyboard, synthesizer (1994–1996, 2005–2008, 2012–)
- Glenn Strange – basgitarr (2005–2008, 2012–)
- Al De Noble – gitarr (2007–2008, 2012–)
- Bozo Wolff – trummor (2012–)

### Tidigare medlemmar
- Danny Hughes – basgitarr (1977–1978, † 1983)
- Tommy Chaste – trummor (1977–1979)
- Claud "Zombie" Galley – rytmgitarr (1977–1982), basgitarr (1982–1984)
- Paul Chain – gitarr, orgel, sång (1977–1984)
- Danny "Mummy" Hughes – basgitarr (1978–1982)
- Tommy Chaste – trummor (1979–1980)
- Tommy "Werewolf" Chaste – trummor (1980–1984)
- Sanctis Ghoram – sång (1982–1984, † 2004)
- Erik Landley – basgitarr (1987–1989)
- Boris Hunter – trummor (1987–1991)
- Christian Wise	– gitarr (1987–1989)
- Kurt Templar – gitarr (1987–1991)
- Marc Habey – basgitarr (1989–1990)
- Maurizio Figliolia – gitarr (1989)
- Kevin Reynolds	– gitarr (1989–1991)
- Andy Barrington – basgitarr (1990–1993)
- Ross Lukather – trummor (1991–1997, 2005)
- Alberto Simonini – gitarr (1991)
- Jason Minelli – gitarr (1991–1994)
- Al Priest – gitarr (1991–1994)
- Marcel Skirr – keyboards (studio) (1992–1993)
- Judas Kenton – basgitarr (1994–1996)
- Felix Moon – gitarr (1994–1998)
- Vincent Phibes – gitarr (1994–1997)
- Emil Bandera – gitarr (1996–2006)
- Oleg Smirnoff – keyboard (1996–2005)
- Andrew Karloff – basgitarr (1997–1998)
- Anton Chaney – trummor (1997–2005)
- Simon Garth – gitarr (1998)
- Kaiser Sose – basgitarr (1999–2002)
- Bob Daemon – basgitarr (2002–2005)
- Dave Simeone – trummor (2006–2008)
- Francis Thorn – gitarr (2007–2008)
- Tommy Lukitta – trummor (2008)

### Turnerande medlemmar
- Martyna Smith – sång, dans (2013– )
- Lilith (Alessandra Simeone) – sång, dans (1988–1999)
- Dhalila – sång, dans (2001–2008, 2012–2014)

## Diskografi

### Studioalbum
- ...in Death of Steve Sylvester (1988)
- Black Mass (1989)
- Heavy Demons (1991)
- Do What Thou Wilt (1997)
- Panic (2000)
- Humanomalies (2002)
- The Seventh Seal (2006)
- Resurrection (2013)
- Rock 'n' Roll Armageddon (2018)

### EP
- Evil Metal (1983)
- The Darkest Night (2012)
- Eaters (2013)

### Livealbum
- The Cursed Concert (1992)
- Il ritorno degli occulti (1998)
- Live 1990 - The Complete Black Mass Show (2006)
- Live 2008 I - Gods of Metal (2009)
- Beyond Resurrection (2017)

### Samlingsalbum
- The Story of Death SS (1977–1984) (1987)
- Horror Music (1996)
- The Horned God of Witches (2004)
- Steve Sylvester - Friends of Hell (2006)
- Heavy Demos (2007)
- The Do What Thou Wilt Demo Sessions (2007)
- All the Colors of the Dark - The Very Best of Death SS (2011)
- Horror Music Vol. 2 (2014)
- Rarities, Live & Outtakes - An Exclusive for the Cursed Coven (2019)
- The Story of Death SS - Early Demos & Live Recordings 1977-1984 / The Horned God of the Witches (2019)
- The Evil Singles - 1982 / 1997 (2020)